# Římskokatolická farnost Bory
Římskokatolická farnost Bory je územním společenstvím římských katolíků v rámci velkomeziříčského děkanství brněnské diecéze.

## Historie farnosti
První zmínka o kostele v Horních Borech (dnes spolu s Dolními Bory jedna obec pod názvem Bory) je z roku 1348.
V Borech jsou dva kostely – farní kostel sv. Martina v Horních Borech, a filiální kostel sv. Jiljí v Dolních Borech. V Dolních Borech byla původně fara, která byla od roku 1590 spravována protestantským pastorem. V roce 1609 byly Bory přifařeny k farnosti v Radostíně nad Oslavou. V Horních Borech byla původně také samostatná farnost, která zanikla v 16. století, a Horní Bory se staly filiálkou farnosti v Křižanově.
V roce 1784 byla v Horních Borech zřízena lokálie (expozitura). Ta byla roku 1843 povýšena na samostatnou farnost, pod kterou spadaly i Dolní Bory s filiálním kostelem. Posledním sídelním knězem v Borech byl P. Karel Sobotka, který zemřel na místní faře v lednu roku 1991. Od té doby je farnost administrována ex currendo kněžími z Velkého Meziříčí.
Oltář čelem k lidu v kostele sv. Martina je dílem Jana Floriana.

## Duchovní správci

### Lokalisté
- 1784-1796 P. Bartoloměj Zalejský
- 1807 P. Jan Benda
- 1821 P. František Rada
- 1836 P. František Vejvoda
- 1840 P. Josef Figar

### Faráři a administrátoři farnosti
- 1855 P. Jan Machek (farář)
- 1861 P. František Vodný (farář)
- 1875 P. Antonín Bank (farář)
- 1883 P. František Hrdlička (farář)
- 1893 P. Ignác Oplatek (farář)
- 1906 P. Josef Kolenec (farář)
- 1911 P. František Procházka (farář)
- 1926 P. František Setnička (farář)
- 1966 P. Metoděj Životský (farář)
- 1976 P. František Šprta (farář)
- do r. 1991 P. Karel Sobotka (farář)
- 1991-2008 P. Mons. Mgr. Jan Peňáz (ex currendo z Velkého Meziříčí)
- 2008-2015 P. ThDr. Lukasz Szendzielorz (ex currendo z Velkého Meziříčí)
- 2015–2022 P. Mgr. Pavel Šenkyřík (ex currendo z Velkého Meziříčí)
- od 2022 R. D. Mgr. Jiří Kaňa (ex currendo z Velkého Meziříčí)

## Bohoslužby
| Kostel             | Místo      | Bohoslužba     | Bohoslužba                        | Poznámka        |
| ------------------ | ---------- | -------------- | --------------------------------- | --------------- |
| Kostel sv. Martina | Horní Bory | neděle pondělí | 9,45 17.00 (2. v měsíci) pro děti | farní kostel    |
| Kostel sv. Jiljí   | Dolní Bory | pátek          | 18,00                             | filiální kostel |

## Aktivity ve farnosti
Dnem vzájemných modliteb farností za bohoslovce a bohoslovců za farnosti brněnské diecéze je 12. únor. Adorační den připadá na nejbližší neděli po 4. červnu.
Každoročně se ve farnosti koná tříkrálová sbírka. V roce 2018 dosáhl výtěžek sbírky téměř 32 tisíc korun.